# Kisses (nummer)
Kisses is een nummer van Bl3ss en CamrinWatsin met bbyclose. Het werd uitgebracht op 22 maart 2024, werd een virale hit en bereikte de vijfde plaats in de Britse hitlijst. In Vlaanderen scoorde het duo een MNM Big Hit en een 16de plaats. 